# برت دلدیو
برت ادوارد دلدیو (زاده ۱۸ آوریل ۱۹۸۷) بازیکن سابق فوتبال استرالیایی است که در لیگ فوتبال استرالیایی (AFL) بازی کرد. او از سال ۲۰۰۵ تا ۲۰۱۶ در باشگاه فوتبال ریچموند بازی می‌کرد و از سال ۲۰۱۳ تا ۲۰۱۶ کاپیتان دوم این باشگاه بود.